# きろ字
きろ字（きろじ）はオープンソースの手書き風TrueTypeフォントである。プロポーショナル、固定幅、細字、太字の4書体が用意され、英数字、各種記号、ロシア文字、ギリシャ文字、罫線、ひらがな、カタカナ、第一水準漢字、第二水準漢字、IBM拡張漢字が収録されている。
| サブスタブ | この項目は、まだ閲覧者の調べものの参照としては役立たない、書きかけの項目です。この項目を加筆・訂正などしてくださる協力者を求めています。このテンプレートは分野別のサブスタブテンプレートやスタブテンプレート（Wikipedia:分野別のスタブテンプレート参照）に変更することが望まれています。 |